# Mínos Kalokerinós
Mínos Kalokerinós (en grec moderne : Μίνως Καλοκαιρινός, 1843, Héraklion - 1907, Héraklion) est un homme d'affaires et passionné d'archéologie. Il est connu pour avoir été le premier à mener des fouilles à Cnossos. 
Il est aussi le premier à avoir identifié le site avec le palais minoen.

## Biographie
Il était le plus jeune fils d'Andréas Kalokerinós, le propriétaire des terres du site de Cnossos. Il fit ses études secondaires sur l'île de Syros, puis s'inscrivit à la faculté de droit d'Athènes avant de retourner à Héraklion au bout d'un an, lorsque l'état de santé de son père déclina. Après la mort de celui-ci, lui et son frère Lysímachos Kalokerinós (de) reprirent sa manufacture de savon.
En 1869, il épousa Skévo Kyriazí avec qui il eut cinq enfants.  
En 1895, son entreprise fit faillite.  
Il reprit ses études de droit en 1903.

## Fouilles
Les fouilles commencèrent en 1877 sur la colline de Kefála et des fouilles à plus grande échelle commencèrent en 1878, mais les autorités ottomanes qui contrôlaient alors l'île y mirent fin au bout de trois semaines.  
Les recherches avaient néanmoins révélé les premières preuves tangibles de la présence de Knossos (ou Cnossos), le centre de la civilisation minoenne, suscitant un intérêt mondial. Des portions de l'aile ouest, et plus précisément des magasins de stockage, avaient été repérées pour la première fois, ainsi qu'un angle de la salle du trône.
La poursuite des recherches suscita l'intérêt de nombreux archéologues étrangers comme W.J. Stillman, Heinrich Schlieman et enfin Sir Arthur John Evans qui réussit à fouiller l'ensemble du palais du roi Minos une fois l'île devenue indépendante.

## Collection
Mínos Kalokerinós possédait une vaste collection d'objets trouvés lors de ses fouilles. 
Lors des violences du 25 août 1898, alors que les Turcs tentaient de réprimer la révolte crétoise, sa maison fut pillée et incendiée, et sa collection fortement endommagée ; seuls les objets les plus rares, qui étaient conservés ailleurs, furent préservés. Il s'agissait pour l'essentiel d'amphores trouvées dans l'aile ouest du palais, dont il fit plus tard don 
à des musées de Grèce, Paris et Londres afin de maintenir l'intérêt du public pour Cnossos. 
Une exposition à l'Ashmolean Museum (Labyrinth Knossos, Myth and Reality) du 10 février au 30 juillet 2023 revient sur les circonstances de ces découvertes.